# Лаутерталь (Гессен)
Лаутерталь (нім. Lautertal) — громада в Німеччині, знаходиться в землі Гессен. Підпорядковується адміністративному округу Дармштадт. Входить до складу району Бергштрасе.
Площа — 30,76 км2. Населення становить 7152 ос. (станом на 31 грудня 2020).